# Ehemalige Kirche St. Johannes Baptist (Eichstätt)

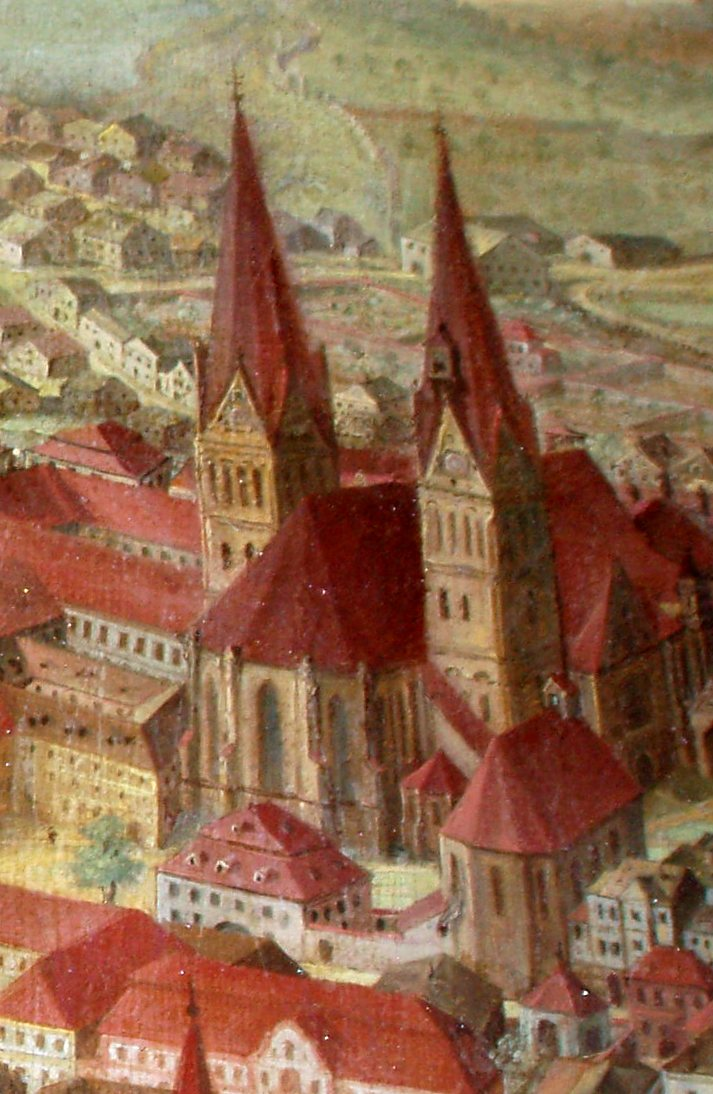
St. Johannes Baptist neben dem Eichstätter Dom (rechts vorne). Ausschnitt aus einem Gemälde von Johann Michael Franz in Schloss Hirschberg, 18. Jahrhundert

Die ehemalige Kirche St. Johannes Baptist („Johanniskirche“) steht nordöstlich des Ostchores des Domes zu Eichstätt am Domplatz der Bischofsstadt. 

## Geschichte

### Sakrale Nutzung
Die Kirche war im frühen Mittelalter die Pfarrkirche von Eichstätt. Unter Bischof Hartwig (reg. 1196–1223) gingen die Pfarr-Rechte auf die wohl 1200 erweiterte romanische Basilika „Zu Unserer Lieben Frau“ (Collegiata) am Marktplatz über, der erste Beleg hierfür stammt aus dem Jahr 1196. 1279 erscheint St. Johannes Baptist in schriftlichen Quellen als baufällige „alte Pfarrkirche auf dem Friedhof“, dem wohl wegen der Pestgefahr (1533/34 hatte es in der Stadt einige Pestfälle gegeben) 1535/36 aufgelassenen Friedhof nördlich des Domes.
In diesem Friedhof stand noch eine weitere Kirche, die Nikolauskapelle, die nach der Säkularisation abgebrochen wurde und 1986 neben dem Dom-Hauptportal und damit keine 200 Meter von der „Johanniskirche“ entfernt archäologisch ergraben wurde.
1296 war die Johanniskirche, eine kleine romanische Anlage mit Apsis (so bei Ausgrabungen 1920/21 festgestellt) wieder hergestellt. Obwohl es das Patrozinium nahelegen könnte, war die Johanniskirche keine Taufkirche; das Baptisterium wurde im Zuge der Domgrabungen der 1970er Jahre innerhalb des Domes als kleine Rundkirche nachgewiesen.
Anfang des 16. Jahrhunderts war die Johanniskirche so baufällig, dass sie ersetzt werden musste. 1520–27 entstand im Auftrag des Domkapitels die erhaltene spätgotische Kirche unter Einbeziehung von Resten des Vorgängerbaus als dreischiffige Hallenkirche und wurde 1524 durch den „Pfarrmeister“ (Architekt) Erhard Reich eingewölbt. Die Konsekration war 1531.
Nach der Zerstörung der Jesuitenkirche am Jesuitenplatz (heute: Leonrodplatz) im Dreißigjährigen Krieg bei dem von den Schweden verursachten Stadtbrand von 1634 nutzten die Jesuiten das Gotteshaus bis zur Wiederinstandsetzung der eigenen Kirche, nachdem 1620 die Kirche vorübergehend der Marianischen Kongregation überlassen worden war. Um 1700 wurde an der westlichen Ecke der Südwand eine Sonnenuhr mit Begleitfiguren des Täufers und des hl. Willibald und mit dem Domkapitel-Wappen aufgemalt. Für 1766 ist noch ein – heute fehlender – Dachreiter über dem Westgiebel nachgewiesen.

### Beschreibung

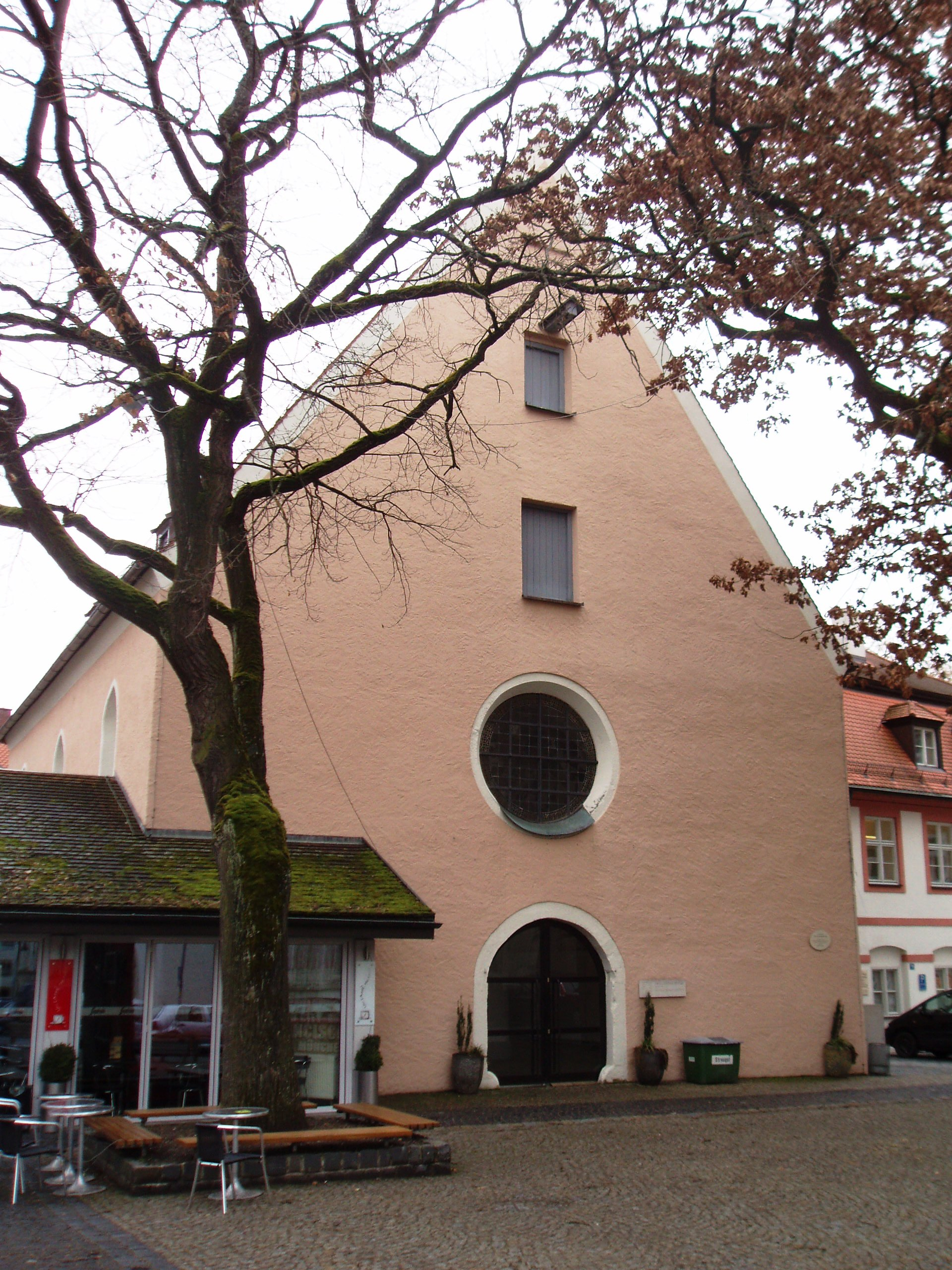
Westseite der ehemaligen Kirche

Der Außenbau erscheint sehr schlicht. Nur die einfachen Maßwerkfenster und ein Rundfenster über dem Portal gliedern die Wandflächen. Das schräge Gewände des Rundfensters ist der früheste Vorbote der Renaissance in Eichstätt. Der Chor schließt in drei Seiten ohne Strebepfeiler.
Im Inneren tragen drei runde Säulenpaare das Kreuzgewölbe, das an den Schrägen des Chores als Kappengewölbe ausgebildet ist. Die Gewölberippen bestehen aus Stuck, haben also keine konstruktive Funktion, die Schlusssteine sind schmucklos.
Von der romanischen Vorgängerkirche ist noch einiges Mauerwerk unter dem Verputz erhalten, etwa auf der Nordseite, aber auch im Westen. Der Vorgängerbau war jedoch deutlich kleiner.

### Ausstellungsraum – Haus des Gastes

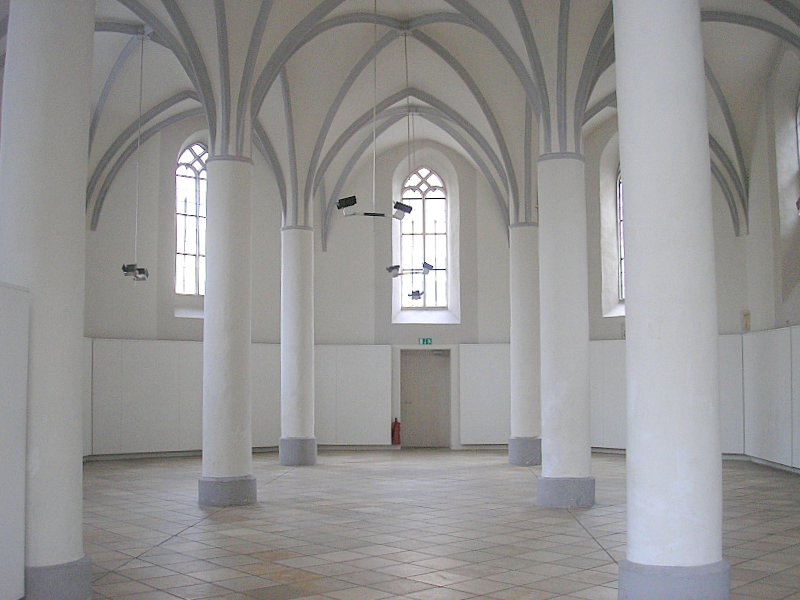
Ausstellungsraum

Nach der Säkularisation 1807/08 wurde der Sakralraum als Schranne, danach als Gewerbehalle genutzt. Um 1920 wurde die Empore entfernt. Seit dem Umbau und der nördlichen Erweiterung durch Stadtbaumeister Jakob Semler von 1978 dient die ehemalige Kirche der Stadt Eichstätt als „Haus des Gastes“. Hier finden Ausstellungen und Veranstaltungen statt. Außerhalb dieser Veranstaltungen ermöglicht eine große Glastüre den Blick ins Innere.
Auswahl an ausstellenden Künstlern:
- 1983: Alois Schölß
- 1984: Christine Splitgerber
- 1989: Michael und Barbara Schölß
- 2001: Josef Kardinal